# Florida Panhandle

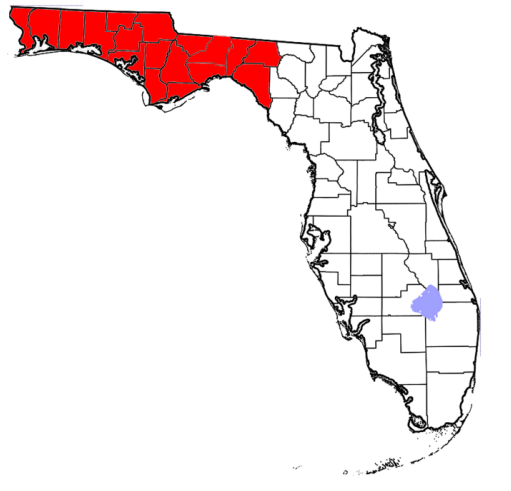
De Florida Panhandle met de county's in rood.

De Pannensteel van Florida, ook wel West-Florida, is de westelijkste uitloper van de Amerikaanse staat Florida. Het is een dunne landstrook, liggend tussen Alabama, Georgia in het noorden en de Golf van Mexico in het zuiden. De oostgrens is niet duidelijk gedefinieerd.

## Geografie
De Apalachicola River is de grootste rivier van het gebied. De rivier wordt gevormd door het samenvloeien van o.a. de Flint en de Chattahoochee River. Het westen van het gebied behoort tot de Gulf Coastal Plain, die zich ook uitstrekt over Mississippi en Alabama. Rond de Apalachee Bay strekken zich de Gulf Coast Flatwoods uit.
De grootste stad is Tallahassee, de hoofdstad van Florida. Andere belangrijke steden zijn Pensacola en Panama City. Enkele belangrijke militaire gebieden zijn het Naval Air Station te Pensacola (historisch de eerste locatie waar luchtsteun aan de US Navy werd toegevoegd), Eglin Air Force Base en Hurlburt Field in de omgeving van Fort Walton Beach en Tyndall Air Force Base in de buurt van Panama City.
Interstate 10 is de Interstate Highway die het uiterste westen van de panhandle met Noord-Florida en Jacksonville verbindt.
Cultureel klimatologisch en geschiedkundig is het gebied meer verbonden met het zogenaamde Diepe Zuiden van de Verenigde Staten dan met het Florida-schiereiland.

## Geschiedenis
In de jaren 1830, nog voordat Florida een staat werd, stemden de inwoners van de Panhandle voor samenvoeging met Alabama. Nog voordat dit kon worden doorgevoerd brak er een financieel schandaal uit bij de wetgevende macht van Alabama, waardoor de annexatie niet doorging.
Kort na de Amerikaanse Burgeroorlog overwogen de inwoners van het Florida-schiereiland om het gebied voor $1.000.000 aan Alabama af te staan, maar de rechter in Alabama besloot dat het een zandbank en zieselgebied was, met als resultaat dat het bij Florida bleef.

## County's
- Bay County
- Calhoun County
- Escambia County
- Franklin County
- Gulf County
- Holmes County
- Jackson County
- Jefferson County
- Leon County
- Liberty County
- Madison County
- Okaloosa County
- Santa Rosa County
- Wakulla County
- Walton County
- Washington County

Deze county's hebben een totale oppervlakte van 29.276,055 km² en een inwonertal van 1.222.492 in 2000.